# Mia Manganello
Mia Manganello   (Crestview, 27 d'octubre de 1989) és una patinadora de velocitat i ciclista professional nord-americana, que actualment (2021) participa de l'equip continental femení de l'UCI DNA Pro Cycling.

## Carrera de patinatge de velocitat
Després de gairebé classificar-se per als Jocs Olímpics d'hivern de 2010, Kilburg es va classificar per als Jocs Olímpics d'hivern de 2018. Juntament amb les companyes d'equip Heather Bergsma i Brittany Bowe, Kilburg va guanyar el bronze en la persecució per equips als Jocs Olímpics de Pyeongchang del 2018. Kilburg es va tornar a classificar per als Jocs Olímpics d'hivern de 2022.

## Carrera ciclista
Kilburg també és una ciclista professional de l'equip Visit Dallas DNA Pro Cycling. El mèrit més destacable va ser guanyar la classificació per punts a la Redlands Bicycle Classic del 2015.